# 馬克西姆·赫拉姆佐夫
馬克西姆·謝爾蓋耶維奇·赫拉姆佐夫（俄语：Максим Сергеевич Храмцов，1998年1月12日—）是一名俄羅斯男子跆拳道運動員。他曾經獲得2017年世界跆拳道錦標賽男子74公斤級金牌。

## 外部連結
- TaekwondoData.com （页面存档备份，存于）